# 東先鋒站
東先鋒站（朝鲜语：동선봉역；）曾为朝鲜铁路咸北線上的一个车站，位于羅先市先鋒區域先鋒邑。